# Гловер (Вермонт)
Гловер (англ. Glover) — місто (англ. town) в США, в окрузі Орлінс штату Вермонт. Населення — 1114 особи (2020).

## Демографія
Згідно з переписом 2010 року, у місті мешкали 1122 особи в 456 домогосподарствах у складі 294 родин. Було 762 помешкання
Расовий склад населення:
| - 97,8 % — білих - 0,4 % — чорних або афроамериканців - 0,2 % — корінних американців - 0,1 % — азіатів |

До двох чи більше рас належало 1,5 %. Частка іспаномовних становила 0,6 % від усіх жителів.
За віковим діапазоном населення розподілялося таким чином: 21,8 % — особи молодші 18 років, 58,6 % — особи у віці 18—64 років, 19,6 % — особи у віці 65 років та старші. Медіана віку мешканця становила 46,3 року. На 100 осіб жіночої статі у місті припадало 94,8 чоловіків;  на 100 жінок у віці від 18 років та старших — 94,5 чоловіків також старших 18 років.
Середній дохід на одне домашнє господарство  становив 60 210 доларів США (медіана — 45 921), а середній дохід на одну сім'ю — 73 830 доларів (медіана — 61 354). Медіана доходів становила 45 395 доларів для чоловіків та 30 583 долари для жінок. За межею бідності перебувало 21,8 % осіб, у тому числі 30,5 % дітей у віці до 18 років та 18,2 % осіб у віці 65 років та старших.
Цивільне працевлаштоване населення становило 494 особи. Основні галузі зайнятості: освіта, охорона здоров'я та соціальна допомога — 26,9 %, роздрібна торгівля — 11,5 %, публічна адміністрація — 10,5 %.